# Island Pond
Island Pond – jednostka osadnicza w Stanach Zjednoczonych, w stanie Vermont, w hrabstwie Essex.